# Alluaudomyia altalocei
Alluaudomyia altalocei is een muggensoort uit de familie van de knutten (Ceratopogonidae). De wetenschappelijke naam van de soort is voor het eerst geldig gepubliceerd in 1989 door Delecolle & Rieb.